# پل اللندر
پل اللندر (انگلیسی: Paul Ellender؛ زادهٔ ۲۱ اکتبر ۱۹۷۴) بازیکن فوتبال اهل بریتانیا است.
از باشگاه‌هایی که در آن بازی کرده‌است می‌توان به باشگاه فوتبال آلترینچام، باشگاه فوتبال اسکانتورپ یونایتد، باشگاه فوتبال نورث فریبی یونایتد، باشگاه فوتبال آلفرتون تاون، باشگاه فوتبال گینزبورو ترینیتی، و باشگاه فوتبال بوستون یونایتد اشاره کرد.